# Isabel María del Carmen de Castellví y Gordon
Isabel María del Carmen de Castellví y Gordon (Madrid, 1865-Barcelona, 1949), también conocida como condesa del Castellá, fue una escritora y noble española.

## Biografía
Nació en 1865 en Madrid, aunque su familia era oriunda de la ciudad de Valencia. Usó la firma «condesa del Castellá» en sus obras. Escribió para publicaciones periódicas como El Liberal de Barcelona y Cultura Española, entre otras. Ostentó los títulos de condesa de Castellá y de Carlet. Falleció en Barcelona el 21 de mayo de 1949.